# José Augusto Brandão
José Augusto Brandão (Taubaté, 1 de janeiro de 1910 — Taubaté, 20 de julho de 1989), foi um futebolista brasileiro que atuou como meia.

## Carreira
Jogou no Barra Funda, Juventus-SP, Corinthians e Portuguesa. Pelo Corinthians, foi tetracampeão paulista.

## Títulos
Corinthians
- Campeonato Paulista: 1937, 1938,1939 e 1941